# Scramjet

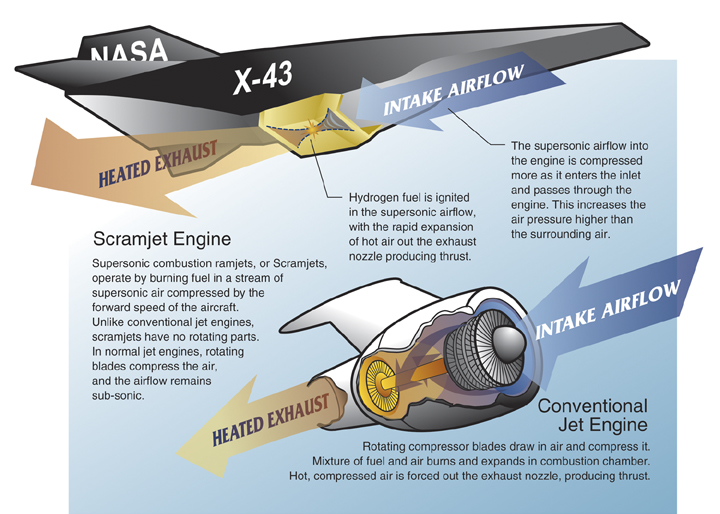
De scramjet van de X-43A vergeleken met een normale straalmotor

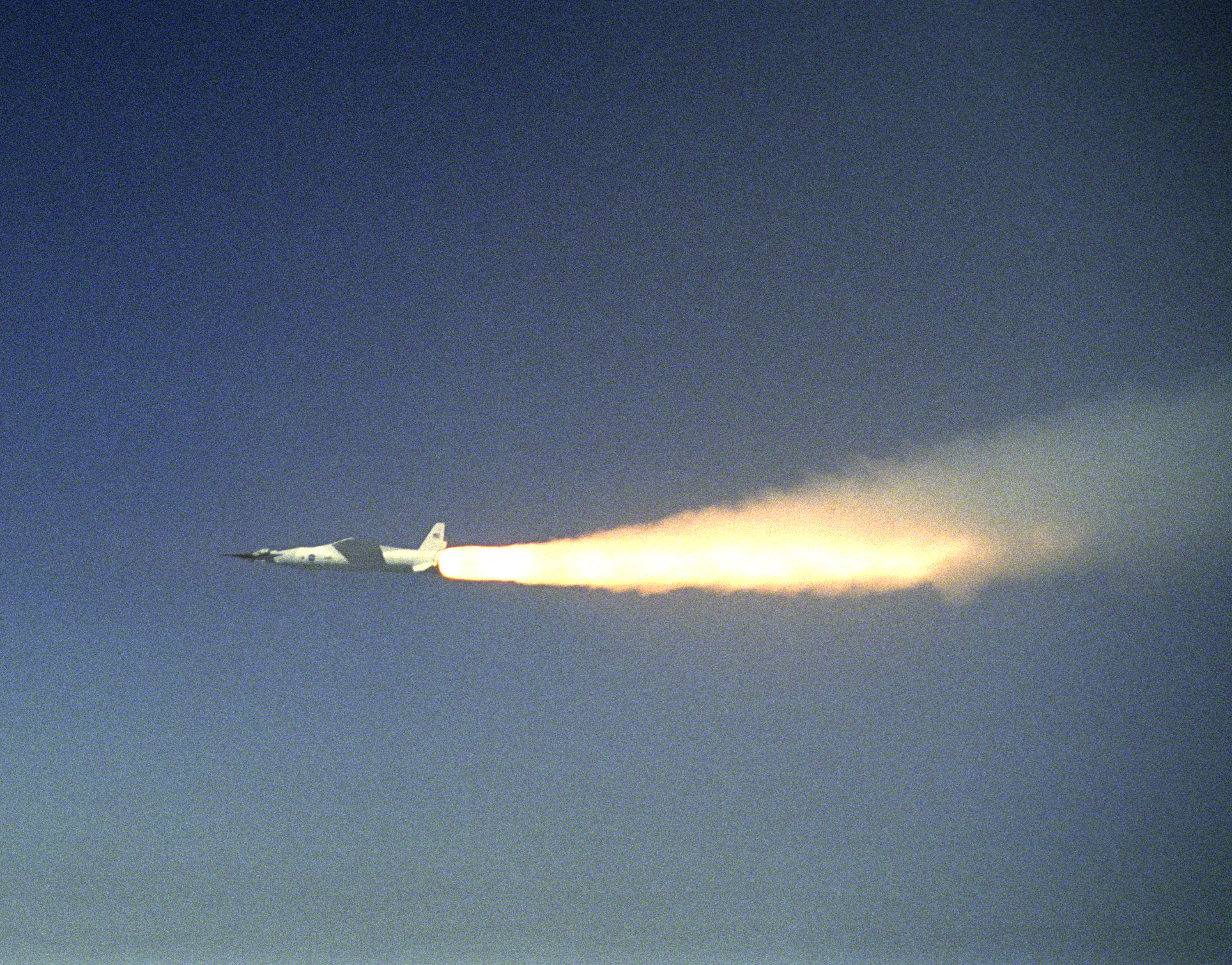
De X-43A met scramjet tijdens de vlucht

Een supersonic combustion ramjet of kortweg scramjet is een straalmotor die specifiek is ontworpen voor snelheden die hoger liggen dan circa mach 5.
Het inlaatkanaal van een ramjet is ontworpen om lucht af te remmen. Maar als het vliegtuig sneller gaat dan vijf keer de snelheid van het geluid helpt dat niet meer en beweegt de lucht in de motor zich sneller voort dan het geluid. Normale verbranding werkt niet meer in deze omstandigheden en als er nog sneller gevlogen wordt, moet er worden overgestapt op een scramjet.
In een scramjet is de inlaat veel groter. Meestal beslaat de inlaat de hele onderkant van het vliegtuig, zodat er minder compressie optreedt en de luchtstroming door de motor overal supersonisch is. Conventionele brandstoffen zijn onbruikbaar bij deze snelheden, dus reactieve chemicaliën, gassen, verhitting met lasers of andere methodes zijn dan nodig. Het ontwerp van de motor en het hele vliegtuig wordt daardoor veel gecompliceerder. Net als een ramjet moet ook de scramjet al met hoge snelheid bewegen voordat hij in werking treedt, maar theoretisch zijn hiermee snelheden tot 20 keer de geluidssnelheid mogelijk.
Met behulp van een scramjet wist de NASA op 15 november 2004 een nieuw snelheidsrecord te vestigen. Een onbemande vlucht realiseerde een snelheid van tien maal de geluidssnelheid (mach 10).